# 28886 Ericajawin
28886 Ericajawin este o planetă minoră (asteroid), cu un diametru de 3,513 km, din centura de asteroizi. A fost descoperită pe 24 mai 2000 la Stația Anderson Mesa de Lowell Observatory Near-Earth-Object Search și a fost numită după Erica R. Jawin⁠(d). 
Obiectul prezintă o orbită caracterizată de o semiaxă mare de 2,6248544 UAi, o excentricitate de 0,11, o înclinație de 14,94402 ° în raport cu ecliptica.